# Konstantin Pavlovič Naryškin
Konstantin Pavlovič Naryškin (in russo Константин Павлович Нарышкин?; 13 settembre 1806 – 30 dicembre 1880) è stato un politico russo.

## Biografia
Era il figlio di Pavel Petrovič Naryškin (1768-1841), figlio di Kirill Alekseevič Naryškin, e di sua moglie, Anna Dmitrievna Naryškina (1774-1848), cugina della principessa Zinaida Ivanovna Naryškina. Studiò a casa.

## Carriera
Nel marzo 1817 servì presso l'Ufficio del Ministro delle Finanze con il grado di amministratore provinciale, carica che mantenne fino al 1820.
Nel 1841 venne nominato Kammerjunker. Dal 1850 divenne consigliere di corte. Il 25 febbraio 1861 venne nominato consigliere di stato e il 1º giugno 1861 ricevette il titolo di ciambellano.
Essendo molto ricco, nella sua residenza a Mosca si organizzavano molto spesso feste e balli. Era un amico di Aleksandr Sergeevič Puškin.
Durante uno dei suoi viaggi all'estero, fece amicizia con Ivan Sergeevič Turgenev e Dumas. Quando nel 1858 Dumas visitò Mosca, fu ospite di Naryškin. Dumas parlò dell'"ospitalità regale" che gli venne concessa. Il nome di Naryškin fu menzionato nel diario Lev Tolstoj.

## Matrimonio
Per diversi anni, Naryškin ebbe una relazione con Marija Antonovna Tarbeeva (1802-1870), la vedova del maggiore generale Pëtr Sergeevič Ušakov. Ebbero un figlio:
- Pavel Konstatinovič (1841-1819), sposò Zinaida Konstantinovna Gubina, ebbero due figlie.

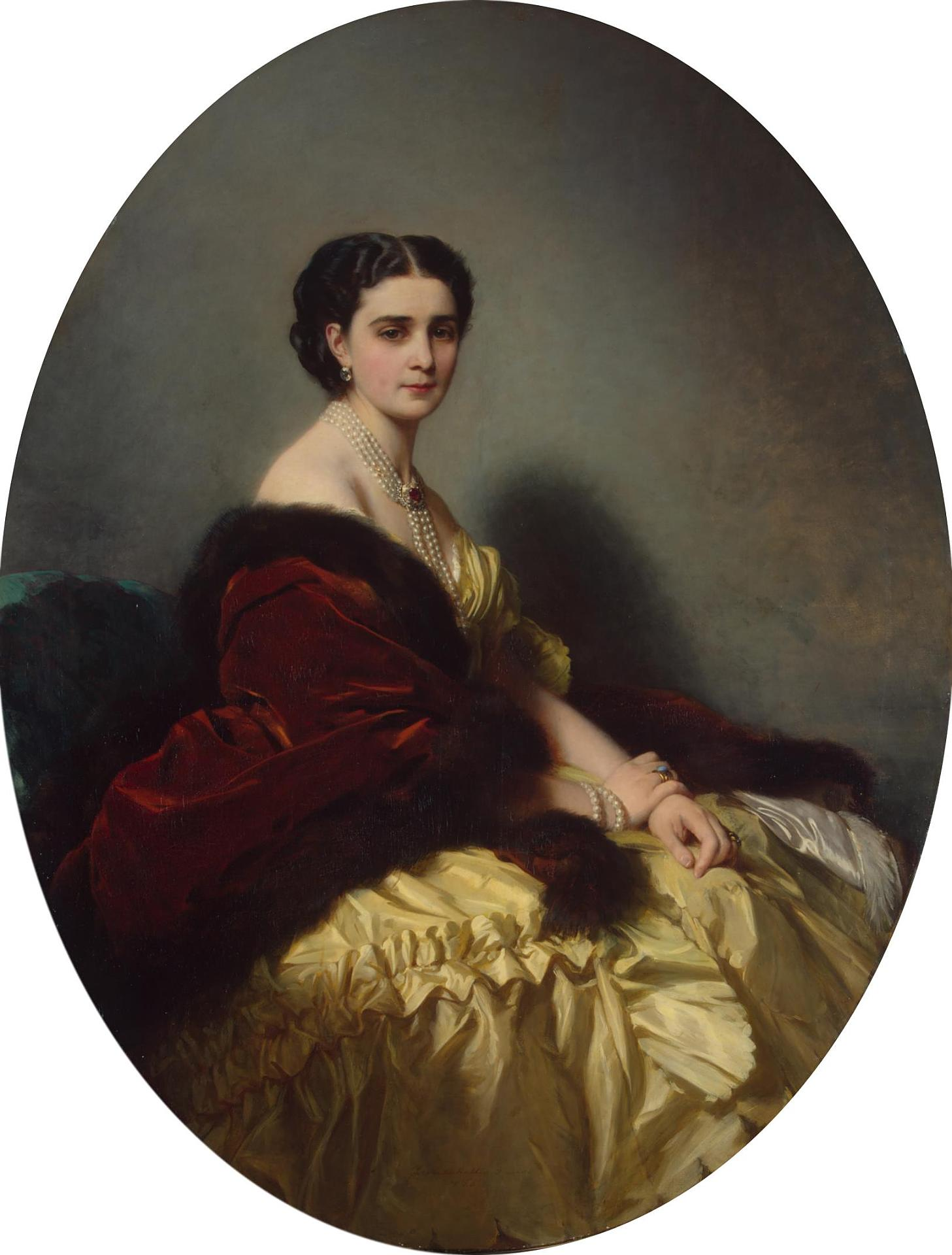
Ritratto di Sof'ja Petrovna Ušakova, di Franz Xaver Winterhalter, 1859.

Nel 1848 sposò Sof'ja Petrovna Ušakova (1823-1877), figlia di Marija Antonovna Tarbeeva e di Pëtr Sergeevič Ušakov. Questo matrimonio sorprese tutta la società. Ebbero cinque figli:
- Pëtr Konstatinovič (19 maggio 1849-23 maggio 1849);
- Sergej Konstatinovič (1851-1897);
- Dmitrij Konstatinovič (1853-1918), sposò la contessa Elena Konstantinovna Tolstoj;
- Nikolaj Konstatinovič (1859-1861)
- Marija Konstatinovna (1861-1929), sposò in prime nozze il principe Platon Sergeevič Obolenskij e in seconde nozze Aleksandr Maksimovič Rejtern.

## Morte
Morì il 30 dicembre 1880 e fu sepolto nel Monastero di Andronico a Mosca.